# Microsage zaptlana
Microsage zaptlana är en stekelart som först beskrevs av Cresson 1874.  Microsage zaptlana ingår i släktet Microsage och familjen brokparasitsteklar. Inga underarter finns listade i Catalogue of Life.